# 伦纳德·伍尔夫
伦纳德·吳爾芙（Leonard Sidney Woolf，/ˈwʊlf/; 1880年11月25日—1969年8月14日）是一位英国政治理论家、作家、出版商和公务员。他的妻子是著名作家弗吉尼亚·伍尔夫。伦纳德·吳爾芙是工党和费边社成员，也是他本人和妻子的作品的热心出版商。伦纳德作为作家，创作了19部个人作品，并撰写了6部自传。伦纳德和弗吉尼亚没有子女。